# Belmont (Bronx)
Belmont è un quartiere principalmente residenziale situato nell'angolo a nord-est del Bronx a New York City.
I suoi confini sono a nord Fordham Road, a est Bronx Park, a sud la strada East 180th Street e a ovest la Third Avenue.
Il quartiere è conosciuto per la sua comunità molto unita e grazie alla sua storia di quartiere "italiano" è anche conosciuto come la "Little Italy" del Bronx.